# La doctora Castañuelas
 La doctora Castañuelas  es una película en blanco y negro de Argentina dirigida por Luis José Moglia Barth sobre su propio guion escrito sobre el argumento de Julio Porter que se estrenó el 22 de noviembre de 1950 y que tuvo como protagonistas a María Antinea, Roberto Airaldi, Augusto Codecá y Miguel Gómez Bao.

## Sinopsis
El amor hará que se descubra la doble vida de una mujer científica de día y cantante de noche.

## Reparto
- María Antinea
- Roberto Airaldi
- Augusto Codecá
- Miguel Gómez Bao
- Lalo Maura
- Miriam Sucre
- Ramón J. Garay
- Francisco Pablo Donadío
- Ernesto Villegas
- Rafael Acevedo
- César Mariño
- Inés Moreno
- Alfredo Alaria
- Reynaldo Mompel
- Pablo Cumo
- Alfonso Pisano

## Comentarios
La revista Set opinó: :

”No tiene muchas pretensiones el argumento escrito por Julio porter…pero si cierta eficacia que ha sido aprovechada por el director.”

Por su parte Manrupe y Porter escriben:

”Comedia menor con asunto reiterado y números musicales de ambientes paleontológicos.”